# Johann Osterloh
Johann Osterloh (* 26. Januar 1888 in Deichhausen bei Delmenhorst; † 7. Januar 1963 in Bremen) war ein deutscher Lehrer, Bremer Beamter und Politiker (SPD).

## Biografie

### Familie, Ausbildung und Beruf
Osterloh war der Sohn eines Kleinbauern. Er besuchte von 1894 bis 1902 die Volksschule Deichhausen und die Realschule in Delmenhorst und von 1902 bis 1908 das Bremer Lehrerseminar. Von 1908 bis 1911 arbeitete er als Hilfslehrer an einer privaten Vorschule und 1911/1912 an einer Volksschule. Von 1912 bis 1933 unterrichtete er als Volksschullehrer in Bremen. Von 1915 bis 1918 diente er als Soldat. Nach dem Ersten Weltkrieg nahm er bis 1931 zahlreiche Funktionen in der Lehrer- und der Beamtenbewegung war: 1918 bis 1930 als Zweiter und 1930 bis 1931 als Erster Vorsitzender des Bremischen Lehrervereins, 1924 bis 1927 als Redakteur der Bremer Lehrerzeitung sowie auch mehrere Jahre als Vorsitzender des Landeskartells Bremen. Als Lehrer wurde er im Juni 1933 mit sofortiger Wirkung von den Nationalsozialisten entlassen.
Ab Mai 1945 wurde er als Schulrat in der Unterrichtsverwaltung in Bremen eingesetzt. Seit dem Oktober 1945 war er bis März 1946 zunächst kommissarischer Leiter und danach ab 1948 als Oberregierungsrat und ab 1949 bis 1954 als Regierungsdirektor der Leiter der Regierungskanzlei des Senats (ab 1953 Senatskanzlei) bzw. des Personalamtes (später Senatskommission für das Personalwesen) in Bremen.

### Politik
Osterloh wurde Mitglied der Gewerkschaft und der SPD.
Nach dem Ersten Weltkrieg war er von 1923 bis 1931 Mitglied der Bremischen Bürgerschaft. Ab Januar 1931 nahm er das Amt des Vizepräsidenten und vom April 1931 bis zum Oktober 1931 das des Präsidenten der Bürgerschaft war. Als 1931 bei der Weltwirtschaftskrise die genossenschaftliche Beamtenbank Bremen des Landeskartells des Allgemeinen Deutschen Beamtenbundes in Insolvenz geriet, wurde er als Aufsichtsratsmitglied der Bank von den Nationalsozialisten politisch heftigst angegriffen. Da er leicht belastet war, trat er als Präsident zurück und schied aus der Bürgerschaft aus.
In der Zeit des Nationalsozialismus war er 1933 zeitweise in einem Konzentrationslager in Haft. Auch wurde er im August 1933 als Aufsichtsratsmitglied der Beamtenbank zu einer Geldstrafe von 600 Reichsmark verurteilt.
Nach dem Zweiten Weltkrieg wurde er 1946 Vorsitzender des SPD-Bezirksvorstands Bremen/Nordwest.